# Jane Carr
Ellen Jane Carr (* 13. August 1950 in Loughton, England) ist eine britische Film-, Fernseh- und Theaterschauspielerin sowie Musicaldarstellerin und Synchronsprecherin.

## Leben
Carr ist die Tochter des Stahlarbeiters Patrick Carr und der Postangestellten Gwendoline Rose (geborene Clark). Sie besuchte die Arts Educational School und die Corona Stage School in London.
Ihr Debüt als Theaterschauspielerin gab sie 1964 als Pippa in The Spider’s Web am Sheffield Playhouse (UK). Ihr Londoner Bühnendebüt hatte sie 1965 als Mary McGregor in The Prime of Miss Jean Brodie im Wyndham’s Theatre. Für ihre Rolle Mary Mooney in der Komödie Once a Catholic erhielt sie 1977 eine Nominierung für den Laurence Olivier Award. Eine weitere Nominierung für diesen Award folgte 1982 für ihr Wirken in William Shakespeares Ein Sommernachtstraum. Ihren ersten Auftritt im Broadway erlebte sie, unter der Regie von John Caird und Trevor Nunn, 1986 in David Edgars Adaption von Charles Dickens’ The Life and Adventures of Nicholas Nickleby am Broadhurst Theatre. Sie spielte in dem Stück mehrere Rollen, wofür sie 1987 eine Nominierung als beste Nebendarstellerin in einem Schauspiel für den Drama Logue Award und eine Nominierung für den Drama Desk Award bekam. 1992 verkörperte sie die Poppy in Lynne Meadows Inszenierung von Alan Ayckbourns A Small Family Business am Music Box Theatre. 1995 erhielt sie den Los Angeles Theatre Critics Award für ihr Wirken in She Stoops to Conquer. Sie trat ebenfalls als Musicaldarstellerin im Broadway in Erscheinung. Einmal von 2006 bis 2009 als Mrs. Brill in dem von Matthew Bourne und Richard Eyre inszenierten Musical Mary Poppins am New Amsterdam Theatre und ein weiteres Mal von 2013 bis 2014 als Originalbesetzung für die Rolle der Miss Shingle in dem Musical A Gentleman’s Guide to Love and Murder, unter der Regie von Darko Tresnjak, am Walter Kerr Theatre. Im Oktober 2014 übernahm Carole Shelley die Rolle der Miss Shingle.
Ihr Filmdebüt gab Carr 1969 als Mary McGregor in Ronald Neames romantischen Drama Die besten Jahre der Miß Jean Brodie. Zu den weiteren Kinofilmen, in denen sie spielte, gehören Something for Everyone (1970), Danny Jones (1972), Deal of a Lifetime – Ein teuflischer Plan (1999), Crazy as Hell (2002), Garfield 2 (2006) und der Horrorthriller 31 aus dem Jahr 2016. Im Fernsehen war sie unter anderem in zahlreichen Serien zu sehen, so etwa als Gillian Page-Wood „Pudding“ in der Sitcom It’s Awfully Bad for Your Eyes, Darling (1971), als Alma in Time of Your Life (1971–1972), als Madge Brailsford in der Miniserie Love Among the Artists (1979) und als Louise Mercer in Mein Lieber John (1988–1992).
Als Synchronsprecherin im Englischen lieh sie ihre Stimme mehreren Figuren in verschiedenen Zeichentrickserien, so etwa in Die gruseligen Abenteuer von Billy und Mandy (2001–2007), der Mama Cosma in Cosmo & Wanda – Wenn Elfen helfen (2001–2008), der Grandma Winifred Fletcher in Phineas und Ferb (2008–2012) und der Dan Chovie sowie Ann Chovie in Der Fisch-Club (2010–2012). Zudem sprach sie den Charakter Mrs. Dunwitty in Ron Clements’ und John Muskers 2002 erschienenen Abenteuerfilm Der Schatzplanet und die Moria McTaggert in dem 2005 veröffentlichten Computerspiel X-Men Legends II: Rise of Apocalypse.
Seit 1987 ist sie mit dem Schauspieler Mark Arnott verheiratet. Ihr gemeinsamer Sohn ist der Filmschaffende Dash Arnott.

## Filmografie

### Filme
- 1969: Die besten Jahre der Miss Jean Brodie (The Prime of Miss Jean Brodie)
- 1970: Something for Everyone
- 1972: Danny Jones
- 1974: To Sir, with Love (Fernsehfilm)
- 1974: Baa Baa Black Sheep (Fernsehfilm)
- 1978: Daphne Laureola (Fernsehfilm)
- 1981: Der Bunker (The Bunker, Fernsehfilm)
- 1985: What Mad Pursuit? (Fernsehfilm)
- 1990: Mit dem Essen kam der Tod (Menu for Murder, Fernsehfilm)
- 1992: Perry Mason und die Kunst des Malens (Perry Mason: The Case of the Fatal Framing, Fernsehfilm)
- 1995: Eine unheimliche Familie zum Schreien (Here Come the Munsters, Fernsehfilm)
- 1995: Ein Engel für Sam (Dad, the Angel & Me, Fernsehfilm)
- 1996: Neil Simon’s London Suite (London Suite, Fernsehfilm)
- 1998: Lucky, der reichste Hund der Welt (You Lucky Dog, Fernsehfilm)
- 1999: Austin Powers – Spion in geheimer Missionarsstellung (Austin Powers: The Spy Who Shagged Me)
- 1999: Der Diamanten-Cop (Blue Streak)
- 1999: Deal of a Lifetime – Ein teuflischer Plan (Deal of a Lifetime)
- 2000: Kandidatin im Kreuzfeuer (An American Daughter, Fernsehfilm)
- 2001: Evil Con Carne (Kurzfilm)
- 2002: Crazy as Hell
- 2003: Das Todesbuch (Book of Days, Fernsehfilm)
- 2006: Air Buddies – Die Welpen sind los (Air Buddies)
- 2006: Garfield 2 (Garfield: A Tail of Two Kitties)
- 2009: Hannah Montana – Der Film (Hannah Montana: The Movie)
- 2012: Fast verheiratet (The Five-Year Engagement)
- 2012: Medicine Men (Kurzfilm)
- 2013: How I Became the Devil (Kurzfilm)
- 2016: 31
- 2017: Mein Weihnachtsprinz (My Christmas Prince, Fernsehfilm)
- 2018: Killer Single Dad (Fernsehfilm)

### Fernsehserien
- 1967: Acting in the Sixties (eine Folge)
- 1968: Scene (eine Folge)
- 1969: Fraud Squad (eine Folge)
- 1969: The Gold Robbers (Miniserie, eine Folge)
- 1969: The Wednesday Play (eine Folge)
- 1971: Comedy Playhouse (eine Folge)
- 1971: It’s Awfully Bad for Your Eyes, Darling (7 Folgen)
- 1971–1972: Time of Your Life (6 Folgen)
- 1972–1973: Crown Court (6 Folgen)
- 1973: Das Haus am Eaton Place (Upstairs, Downstairs, 2 Folgen)
- 1973: Country Matters (eine Folge)
- 1973: Away from It All (eine Folge)
- 1973: The Song of Songs (eine Folge)
- 1973: Harriet’s Back in Town (4 Folgen)
- 1973–1975: Beryl’s Lot (7 Folgen)
- 1974: Childhood (eine Folge)
- 1974: Cloud Burst (eine Folge)
- 1975: Rooms (2 Folgen)
- 1975: Village Hall (eine Folge)
- 1977: The King’s Dragon
- 1977: London Belongs to Me (eine Folge)
- 1979: Love Among the Artists (5 Folgen)
- 1980: Der Aufpasser (Minder, eine Folge)
- 1983: Dramarama (eine Folge)
- 1984: Singles (eine Folge)
- 1986: Starting Out (eine Folge)
- 1987: Die Tracey Ullman Show (The Tracey Ullman Show, eine Folge)
- 1987: Disney-Land (eine Folge)
- 1988–1992: Mein Lieber John (Dear John, 90 Folgen)
- 1993: Das Leben und Ich (Boy Meets World, eine Folge)
- 1993: Murphy Brown (eine Folge)
- 1994: Die Super-Mamis (The Mommies, eine Folge)
- 1994: Ellen (These Friends of Mine, eine Folge)
- 1994: Babylon 5 (eine Folge)
- 1995: Verrückt nach dir (Mad About You, eine Folge)
- 1995: Hallo Cockpit (The Crew, eine Folge)
- 1996: Bless This House (eine Folge)
- 1996: Überflieger (Wings, eine Folge)
- 1997: Caroline in the City (eine Folge)
- 1997: Beverly Hills, 90210 (eine Folge)
- 1997: George & Leo (eine Folge)
- 1997: Sabrina – Total Verhext! (Sabrina, the Teenage Witch, eine Folge)
- 1998: Jenny (eine Folge)
- 1998: Friends (eine Folge)
- 1998: Alles rein persönlich (Getting Personal, eine Folge)
- 1998: Conrad Bloom (eine Folge)
- 1998: Clueless – Die Chaos-Clique (Clueless, eine Folge)
- 1998: Ein Trio zum Anbeißen (Two Guys, a Girl and a Pizza Place, eine Folge)
- 1999: Thanks (2 Folgen)
- 2001: Yes, Dear (eine Folge)
- 2001: Dharma & Greg (eine Folge)
- 2001: Becker (eine Folge)
- 2001: Lass es, Larry! (Curb Your Enthusiasm, 3 Folgen)
- 2002: Star Trek: Enterprise (Enterprise, eine Folge)
- 2002: Family Affair (eine Folge)
- 2003: Für alle Fälle Amy (Judging Amy, eine Folge)
- 2003: Monk (eine Folge)
- 2005: Eve (eine Folge)
- 2005: Gilmore Girls (3 Folgen)
- 2005: Numbers – Die Logik des Verbrechens (NUMB3RS, eine Folge)
- 2011: Two and a Half Men (eine Folge)
- 2012: The Closer (eine Folge)
- 2012: How I Met Your Mother (eine Folge)
- 2017: Idiotsitter (3 Folgen)
- 2017: Better Things (eine Folge)
- 2018: Living Biblically (eine Folge)
- 2018–2019: Legends of Tomorrow (DC’s Legends of Tomorrow) (5 Folgen)
- 2023: Navy CIS (Fernsehserie, Folge Fluch des Goldes)

### Synchronisation
- 1994: Die Fantastischen Vier mit neuen Abenteuern …als Lady Dorma (Fantastic Four, Fernsehserie, eine Folge)
- 1998: Hey Arnold! …als Inge (Fernsehserie, eine Folge)
- 2001–2007: Die gruseligen Abenteuer von Billy und Mandy …mehrere Rollen (The Grim Adventures of Billy & Mandy, Fernsehserie, 33 Folgen)
- 2001–2008: Cosmo & Wanda – Wenn Elfen helfen …als Mama Cosma/Fairy (The Fairly OddParents, Fernsehserie, 8 Folgen)
- 2002: Das Geheimnis der Mumie …mehrere Rollen (The Mummy, Fernsehserie, eine Folge)
- 2002: Blood Omen II: Legacy of Kain …verschiedene Stimmen (Computerspiel)
- 2002: Der Schatzplanet …als Mrs. Dunwitty (Treasure Planet)
- 2005: X-Men Legends II: Rise of Apocalypse …als Moria McTaggert (Computerspiel)
- 2005: Family Guy (Fernsehserie, eine Folge)
- 2006: The Da Vinci Code – Sakrileg (The Da Vinci Code, Computerspiel)
- 2006: The Uninvited …als Pud’n (Kurzfilm)
- 2006: Death of the Party …als Pud’n (Kurzfilm)
- 2007: Billy & Mandy’s Big Boogey Adventure …als Bride of Frankenstein (Fernsehfilm)
- 2007: Kim Possible …als Nanny Maim/verschiedene Stimmen (Fernsehserie, 2 Folgen)
- 2008–2012: Phineas und Ferb …als Grandma Winifred Fletcher (Phineas and Ferb, Fernsehserie, 8 Folgen)
- 2010–2012: Der Fisch-Club …als Dan Chovie/Ann Chovie (Fish Hooks, Fernsehserie, 6 Folgen)
- 2014: Postman Pat: The Movie …als Mrs. Goggins/Granny
- 2017: Logopolis 12 & 13 …verschiedene Stimmen
- 2017: Teen Titans Go! …als The Queen (Fernsehserie, eine Folge)

## Auszeichnungen und Nominierungen
- 1977: Laurence-Olivier-Award-Nominierung für Once a Catholic[2]
- 1982: Laurence-Olivier-Award-Nominierung für Ein Sommernachtstraum[2]
- 1987: Drama-Logue-Award-Nominierung als beste Nebendarstellerin in einem Schauspiel für The Life and Adventures of Nicholas Nickleby[2]
- 1987: Drama-Desk-Award-Nominierung als beste Nebendarstellerin in einem Schauspiel für The Life and Adventures of Nicholas Nickleby[2]
- 1995: Los Angeles Theatre Critics Award für She Stoops to Conquer[2]